# イソコナゾール
イソコナゾール（Isoconazole）とは、アゾール系抗真菌薬の一つである。商品名アデスタン。イソコナゾールは足や膣の感染症の治療薬としてナイジェリアとグレートブリテン島の医学研究者によって発見された。クロトリマゾールと同等の効果がある。日本ではクリームと膣錠が使用されている。

## 効能または効果
クリーム
- 白癬：体部白癬（斑状小水疱性白癬、頑癬）、股部白癬（頑癬）、足部白癬（汗疱状白癬）
- カンジダ症：指間びらん症、間擦疹、乳児寄生菌性紅斑、爪囲炎、外陰部カンジダ症、皮膚カンジダ症
- 癜風
- 口角炎

膣錠
- カンジダに起因する腟炎および外陰腟炎

## 臨床効果
クリーム（市販後の使用成績調査）
- 白癬（2,917例）：著明改善48%、改善以上77%、やや改善以上94%
- カンジダ症（401例）：著明改善67%、改善以上89%、やや改善以上98%
- 癜風（172例）：著明改善56%、改善以上78%、やや改善以上95%

膣錠（承認時までの臨床試験）
- 臨床症状改善率96%（338/354）、菌陰転率84%（280/333）、有効率83%（277/333）

## 副作用
クリーム
- 総症例4,121例中56例（1.4%）。主な副作用は発赤、瘙痒、刺激感、接触皮膚炎、疼痛等（再審査終了時）。

膣錠
- 総症例3,849例中23例（0.6%）。主な副作用は疼痛、腫脹感、発赤、刺激感、瘙痒感等（再審査終了時）。

## 用法および用量
クリーム
- 1日2～3回患部に塗布

膣錠
- 1日1回100mgを腟深部に挿入、6日間継続使用、あるいは、1週1回600mgを腟深部に挿入。真菌学的効果（一次効果）が得られない場合は、1日1回100mgをさらに6日間継続使用するか、600mgをさらに1回使用。

## 開発の経緯
- 1977年 - 日本でイソコナゾール硝酸塩（クリーム）の臨床試験開始。
- 1979年 - 膣錠の開発開始
- 1982年 - クリームが承認・発売（日本シエーリング（現バイエル薬品））。
- 1985年 - 膣錠が承認・発売[3]（同上）。

- 2005年 - インテンディスがクリームの製造販売を承継。
- 2010年 - インテンディスとの統合により、バイエル薬品がクリームを販売[4]。